# Lysandra semiarcuata-arcuata
Lysandra semiarcuata-arcuata är en fjärilsart som beskrevs av Bright och Leeds 1938. Lysandra semiarcuata-arcuata ingår i släktet Lysandra och familjen juvelvingar. Inga underarter finns listade i Catalogue of Life.